# 1985 en Norvège
Chronologie de la Norvège
- 1981
- 1982
- 1983
- 1984
- 1985
- 1986
- 1987
- 1988
- 1989

Cet article présente les faits marquants de l'année 1985 en Norvège ou relatifs à la Norvège.

## Gouvernance
- Olav V est roi de Norvège.
- Kåre Willoch est le chef du gouvernement.

## Événements
- Les élections législatives norvégiennes de 1985 (Stortingsvalet 1985, en norvégien) se sont tenues le 9 septembre 1985, afin d'élire les cent cinquante-sept députés du Storting pour un mandat de quatre ans.
- La Norvège a participé au Concours Eurovision de la chanson 1985 à Göteborg, en Suède. C'est la 25e participation et la 1re victoire de la Norvège au Concours Eurovision de la chanson.
- 24 mai : un séisme de magnitude 2.4 est enregistré au centre de la Norvège[1].

## Sport
- Le 16e championnat d'Europe de gymnastique artistique masculine s'est déroulé à Oslo en Norvège en 1985.
- Les championnats d'Europe de karaté 1985 sont des championnats internationaux de karaté qui ont eu lieu à Oslo, en Norvège, en 1985.

## Culture
- Hustruer - ti år etter est un film norvégien réalisé par Anja Breien, sorti en 1985.
- Orions belte est un film dramatique norvégien écrit et réalisé par Ola Solum et sorti en 1985.
- Yellow Pages est un thriller de comédie américain, britannique et norvégien réalisé par James Kenelm Clarke et sorti en 1985.

## Naissances
- Naissance en Norvège en 1985

## Décès
- Décès en Norvège en 1985